# Janczowice
Janczowice – przysiółek wsi Jaźwina w Polsce, położony w województwie dolnośląskim, w powiecie dzierżoniowskim, w gminie Łagiewniki.
W latach 1975–1998 przysiółek administracyjnie należała do województwa wrocławskiego.

## Nazwa
W księdze łacińskiej Liber fundationis episcopatus Vratislaviensis (pol. Księga uposażeń biskupstwa wrocławskiego) spisanej za czasów biskupa Henryka z Wierzbna w latach 1295–1305 miejscowość wymieniona jest w zlatynizowanej formie Janzovicz w szeregu wsi lokowanych na prawie polskim iure polonico.